# Seniorat centralny diecezji Buffalo-Pittsburgh PNKK
Seniorat centralny (Central Seniorate) – seniorat (dekanat) diecezji Buffalo-Pittsburgh Polskiego Narodowego Kościoła Katolickiego w USA i Kanadzie (PNKK) położony w Stanach Zjednoczonych Ameryki Północnej. Parafie senioratu znajdują się w stanie Pensylwania i Ohio. Seniorem (dziekanem) senioratu jest ks. Jan Rencewicz z New Castle.

## Parafie senioratu centralnego
- parafia św. Barbary w Houtzdale, proboszcz: proboszcz: ks. Scott Lill
- parafia św. Krzyża w Johnstown, proboszcz: ks. Paweł Zomerfeld
- parafia Najświętszej Maryi Panny z Góry Karmel w Lilly, proboszcz: ks. Scott Lill
- parafia św. Trójcy w Newcastle, proboszcz: ks. sen. Jan Rencewicz
- parafia Najświętszego Serca Pana Jezusa w Youngstown, proboszcz: ks. sen. Jan Rencewicz